# General Bravo
General Bravo é um município do estado de Nuevo León, no México.
Em 2005, o município possuía um total de 5.385 habitantes.